# Кубок Шотландії з футболу 2013—2014
Кубок Шотландії з футболу 2013–2014 — 129-й розіграш кубкового футбольного турніру у Шотландії. Титул вперше здобув Сент-Джонстон.

## Календар
| Раунд           | Дата                       | Матчі | Клуби   |
| --------------- | -------------------------- | ----- | ------- |
| Перший раунд    | 14 вересня 2013            | 18    | 82 → 64 |
| Другий раунд    | 5-6 жовтня 2013            | 16    | 64 → 48 |
| Третій раунд    | 1-3 листопада 2013         | 16    | 48 → 32 |
| Четвертий раунд | 29 листопада-1 грудня 2013 | 16    | 32 → 16 |
| П'ятий раунд    | 7-9 лютого 2014            | 8     | 16 → 8  |
| 1/4 фіналу      | 8-9 березня 2014           | 4     | 8 → 4   |
| 1/2 фіналу      | 12-13 квітня 2014          | 2     | 4 → 2   |
| Фінал           | 17 травня 2014             | 1     | 2 → 1   |

## Третій раунд
| Команда 1           | Рахунок | Команда 2                |
| ------------------- | ------- | ------------------------ |
| 1 листопада 2013    |         |                          |
| Рейнджерс (3)       | 3:0     | Ейрдріоніанс (3)         |
| 2 листопада 2013    |         |                          |
| Калчер (Ю)          | 1:1     | Бервік Рейнджерс (4)     |
| Форфар Атлетік (3)  | 2:1     | Іст Файф (3)             |
| Елгін Сіті (4)      | 3:5     | Данфермлін Атлетік (3)   |
| Странрар (3)        | 2:2     | Охінлек Телбот (Ю)       |
| Аллоа Атлетік (2)   | 3:0     | Інверурі Локо Векс (5)   |
| Ейр Юнайтед (3)     | 3:2     | Квінз Парк (4)           |
| Дамбартон (2)       | 2:1     | Ковденбіт (2)            |
| Арброт (3)          | 0:2     | Бріхін Сіті (3)          |
| Стенхаузмур (3)     | 2:2     | Еннан Атлетік (4)        |
| Фрейзербург (5)     | 2:1     | Монтроз (4)              |
| Терріфф Юнайтед (5) | 0:3     | Стерлінг Альбіон (4)     |
| Альбіон Роверз (4)  | 1:0     | Девронвейл (5)           |
| Клайд (4)           | 2:1     | Броура Рейнджерс (5)     |
| Квін оф зе Саут (2) | 1:0     | Гамільтон Академікал (2) |
| 3 листопада 2013    |         |                          |
| Іст Стерлінгшир (4) | 0:2     | Рейт Роверз (2)          |

Перегравання
| Команда 1            | Рахунок | Команда 2       |
| -------------------- | ------- | --------------- |
| 9 листопада 2013     |         |                 |
| Охінлек Телбот (Ю)   | 2:3     | Странрар (3)    |
| Бервік Рейнджерс (3) | 3:1     | Калчер (Ю)      |
| 12 листопада 2013    |         |                 |
| Еннан Атлетік (4)    | 2:4 дч  | Стенхаузмур (3) |

## Четвертий раунд
| Команда 1                 | Рахунок | Команда 2              |
| ------------------------- | ------- | ---------------------- |
| 29 листопада 2013         |         |                        |
| Данді Юнайтед             | 5:2     | Кілмарнок              |
| 30 листопада 2013         |         |                        |
| Фолкерк (2)               | 0:2     | Рейнджерс (3)          |
| Альбіон Роверз (4)        | 1:0     | Мотервелл              |
| Бервік Рейнджерс (4)      | 1:3     | Дамбартон (2)          |
| Клайд (4)                 | 1:1     | Странрар (3)           |
| Квін оф зе Саут (2)       | 2:2     | Сент-Міррен            |
| Стенхаузмур (3)           | 3:0     | Фрейзербург (5)        |
| Бріхін Сіті (3)           | 1:1     | Форфар Атлетік (3)     |
| Аллоа Атлетік (2)         | 3:2     | Стерлінг Альбіон (4)   |
| Росс Каунті               | 0:1     | Гіберніан              |
| Данді (2)                 | 0:1     | Рейт Роверз (2)        |
| Сент-Джонстон             | 2:0     | Лівінгстон (2)         |
| Ейр Юнайтед (3)           | 1:1     | Данфермлін Атлетік (3) |
| Інвернесс Каледоніан Тісл | 4:0     | Грінок Мортон (2)      |
| 1 грудня 2013             |         |                        |
| Партік Тісл               | 0:1     | Абердин                |
| Гарт оф Мідлотіан (2)     | 0:7     | Селтік                 |

Перегравання
| Команда 1              | Рахунок         | Команда 2           |
| ---------------------- | --------------- | ------------------- |
| 4 грудня 2013          |                 |                     |
| Данфермлін Атлетік (3) | 1:0             | Ейр Юнайтед (3)     |
| 10 грудня 2013         |                 |                     |
| Странрар (3)           | 4:1             | Клайд (4)           |
| Сент-Міррен            | 3:0             | Квін оф зе Саут (2) |
| Форфар Атлетік (3)     | 3:3 дч пен. 4:3 | Бріхін Сіті (3)     |

## П'ятий раунд
| Команда 1          | Рахунок | Команда 2                 |
| ------------------ | ------- | ------------------------- |
| 7 лютого 2014      |         |                           |
| Рейнджерс (3)      | 4:0     | Данфермлін Атлетік (3)    |
| 8 лютого 2014      |         |                           |
| Селтік             | 1:2     | Абердин                   |
| Гіберніан          | 2:3     | Рейт Роверз (2)           |
| Аллоа Атлетік (2)  | 0:1     | Дамбартон (2)             |
| Странрар (3)       | 2:2     | Інвернесс Каледоніан Тісл |
| Альбіон Роверз (4) | 2:0     | Стенхаузмур (3)           |
| Форфар Атлетік (3) | 0:4     | Сент-Джонстон             |
| 9 лютого 2014      |         |                           |
| Данді Юнайтед      | 2:1     | Сент-Міррен               |

Перегравання
| Команда 1                 | Рахунок | Команда 2    |
| ------------------------- | ------- | ------------ |
| 18 лютого 2014            |         |              |
| Інвернесс Каледоніан Тісл | 2:0     | Странрар (3) |

## 1/4 фіналу
| Команда 1                 | Рахунок | Команда 2          |
| ------------------------- | ------- | ------------------ |
| 8 березня 2014            |         |                    |
| Рейт Роверз (2)           | 1:3     | Сент-Джонстон      |
| Абердин                   | 1:0     | Дамбартон (2)      |
| 9 березня 2014            |         |                    |
| Інвернесс Каледоніан Тісл | 0:5     | Данді Юнайтед      |
| Рейнджерс (3)             | 1:1     | Альбіон Роверз (4) |

Перегравання
| Команда 1          | Рахунок | Команда 2     |
| ------------------ | ------- | ------------- |
| 17 березня 2014    |         |               |
| Альбіон Роверз (4) | 0:2     | Рейнджерс (3) |

## 1/2 фіналу
| Команда 1      | Рахунок | Команда 2     |
| -------------- | ------- | ------------- |
| 12 квітня 2014 |         |               |
| Рейнджерс (3)  | 1:3     | Данді Юнайтед |
| 13 квітня 2014 |         |               |
| Сент-Джонстон  | 2:1     | Абердин       |

## Фінал
| 17 травня 2014 17:00 (EEST) |

| Сент-Джонстон           | 2:0      | Данді Юнайтед |
| ----------------------- | -------- | ------------- |
| Андерсон 45' Маклін 84' | Протокол |               |

| Селтік Парк, Глазго Глядачів: 47 345 Арбітр: Крейг Томсон |